# Sky Tower (Auckland)
La Sky Tower és una torre situada al centre d'Auckland (Nova Zelanda), i que serveix d'emissora de ràdio i televisió.

## Característiques

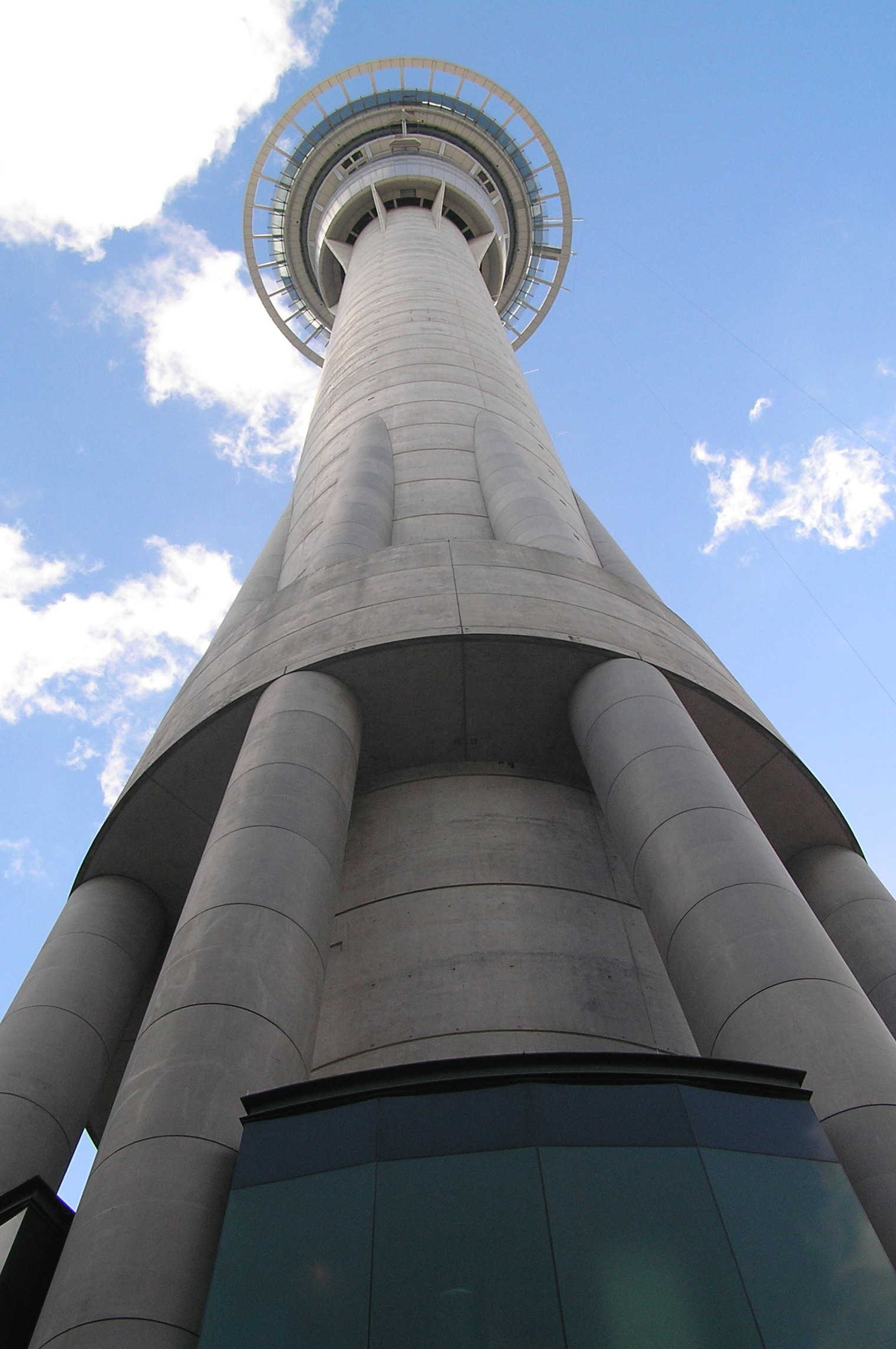
La Sky Tower vista des de baix.

Es va inaugurar el 3 de març de 1997 després de més de dos anys i mig d'obres que van requerir uns 15.000 m³ de formigó i prop de 3.000 tones d'acer.
La torre forma part d'un complex, el SkyCity, que inclou dos restaurants, un hotel i el casino més gran de Nova Zelanda. Amb 328 m d'altitud, la Sky Tower és l'edifici més alt de l'hemisferi sud. És un dels principals atractius turístics de la ciutat d'Auckland, de fet els visitants (prop de 700.000 cada any) tenen la possibilitat d'accedir a tres plataformes més o menys altes per poder admirar la vista de tota la regió d'Auckland. En un dia clar, es pot veure fins a 82 km de distància.